# I-57/I-157
I-57/I-157 — підводний човен Імперського флоту Японії, який взяв участь у бойових діях на початковому етапі Другої світової війни. Споруджений як І-57, корабель 20 травня 1942-го був перейменований на І-157, щоб звільнити нумерацію для нових крейсерських підводних човнів (так само вчинили щодо всіх субмарин KD типів).

## Довоєнна служба
І-57 належав до типу KD3 (підтип KD3B). Його спорудили у 1929 році на верфі ВМФ у Куре та спершу підпорядкували військово-морському округу Куре. У листопаді 1931-го корабель включили до 19-ї дивізії підводних човнів, у складі якої І-57 перебував і на момент вступу Японії у Другу світову війну.

## Перший похід
1 грудня 1941-го, за кілька діб до відкриття бойових дій, І-57 вже вирушив з порту Самах (китайський острів Хайнань) до визначеного йому району в Південнокитайському морі, де разом з іншими човнами сформував патрульну лінію поблизу півострова Малакка, на який вже 8 грудня (тобто у день нападу на Перл-Гарбор — тільки останній відбувся по інший бік лінії зміни дат) висадились японські десанти. У цьому поході І-57 не зміг досягнути якогось успіху, а 20 грудня звершив його в бухті Камрань (центральна частина узбережжя В'єтнаму).

## Другий похід
28 грудня 1941-го І-57 вирушив для дій в районі східної Яви. 7 січня 1942-го за чотири сотні кілометрів на схід від Сурабаї (на межі Яванського моря та моря Балі) човен потопив артилерією нідерландський танкер Tan-3 (3077 GRT), який прямував з Балікпапану до Сурабаї. 16 січня 1942-го І-57 повернувся до Камрані.
Інші човни дивізії виконали в Південно-Східній Азії ще по одному походу, проте на І-57 виник спалах дизентерії серед екіпажу, тому він півтора місяця провів у В'єтнамі, а 1―6 березня 1942-го перейшов до затоки Старінг-Бей (поблизу Кендарі на південно-східному півострові острова Целебес), де певний час базувались великі сили японського флоту. 13―20 березня І-58 пройшов зі Старінг-Бей до Куре.

## Третій похід
14―24 травня 1942-го І-57 пройшов з Куре до атола Кваджелейн на Маршаллових островах, де на початковому етапі війни була значна база японського підводного флоту.
26 травня 1942-го, вже як І-157, човен вирушив у третій похід (в цей період з Кваджелейну в межах операції проти атола Мідвей вийшло багато японських субмарин). В ньому він не зміг поповнити свій бойовий рахунок і прибув на Кваджелейн.
22―30 червня 1942-го І-157 здійснив перехід до Куре. У липні 1942-го, враховуючи вік корабля, його вирішили використовувати для навчальних цілей у військово-морському окрузі Куре.

## Похід на Алеутські острови
У травні 1943-го, після висадки американців на острові Атту (західна частина Алеутського архіпелагу) японське командування для постачання та евакуації гарнізону, розташованого далі на схід острова Киска, залучило велику групу підводних човнів, зокрема І-157.
26 травня 1943-го І-157 вийшов з Йокосуки та 1 червня досягнув Парамуширу (Курильські острови), а 4 червня рушив далі з вантажем боєприпасів та продовольства.
16 червня 1943-го під час прямування в тумані біля острова Амчітка (сотня кілометрів на схід від Киски) І-157 сів на мілину. Щоб полегшити човен, екіпаж злив частину пального, скинув торпеди та частину акумуляторних батарей. Ці заходи в підсумку дали змогу вирватися з пастки, проте І-157 втратив здатність занурюватись. Корабель рушив назад у надводному положенні та 20 червня все-таки досягнув Парамуширу, звідки 21—26 червня перейшов до Куре.

## Подальша служба в Японії
У грудні 1943 — січні 1944 І-157 брав участь у експериментах із маскувальною камуфляжною окраскою, а в травні — серпні 1944 його залучили до тестування радара ППО Тип 13.
На тлі зростаючої кризи японської оборони навесні 1945-го залучили І-157 до можливого спротиву, для чого човен перетворили на носій двох керованих торпед «кайтен». Первісно він здійснював з ними транспортні рейси до Кюсю, а з липня почались тренування із застосування «кайтенів». Втім, до практичного використання цієї зброї з І-157 не дійшло через капітуляцію Японії.
1 квітня 1946-го I-157 був затоплений разом з кількома іншими трофейними підводними човнами в межах операції «Roads End».

## Бойовий рахунок
| Дата       | Назва | Тип    | Тоннаж | Місце           |
| 07.01.1942 | Tan-3 | танкер | 3077   | 7°15'S 116°23'E |